# Kanton Guerville
Kanton Guerville (fr. Canton de Guerville) je francouzský kanton v departementu Yvelines v regionu Île-de-France. Skládá se z 18 obcí.

## Obce kantonu
- Andelu
- Arnouville-lès-Mantes
- Auffreville-Brasseuil
- Boinville-en-Mantois
- Boinvilliers
- Breuil-Bois-Robert
- Épône
- La Falaise
- Flacourt
- Goussonville
- Guerville
- Hargeville
- Jumeauville
- Mézières-sur-Seine
- Rosay
- Soindres
- Vert
- Villette